# Universidad Nacional Hermilio Valdizán

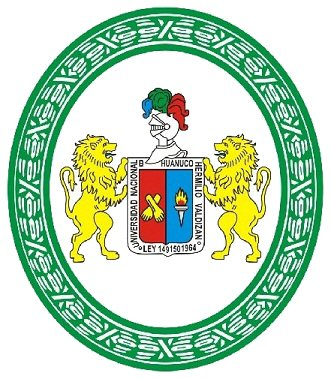
Das Wappen der UNHEVAL

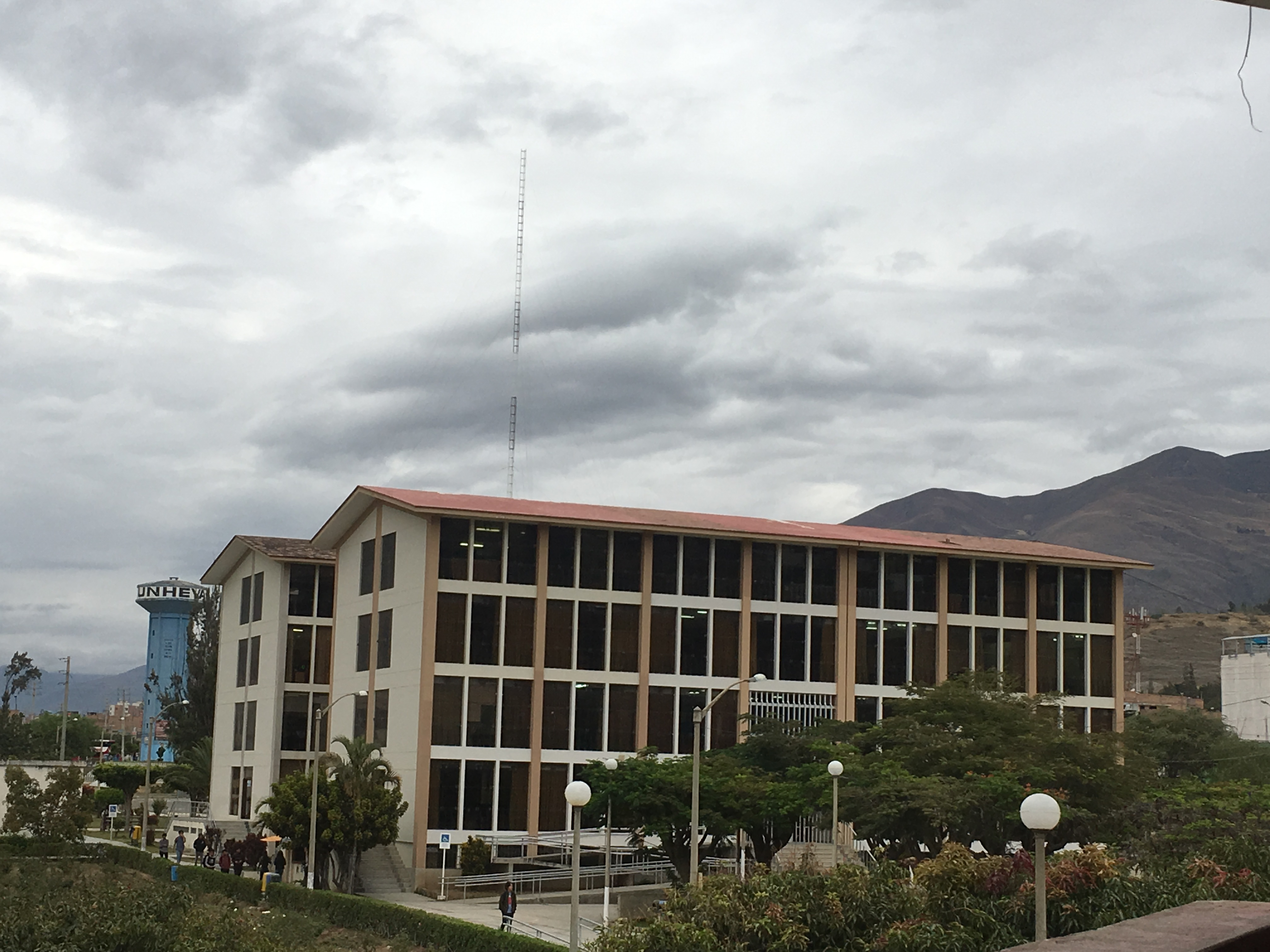
Campus der Universität

Die Universidad Nacional Hermilio Valdizán (UNHEVAL) ist eine staatliche peruanische Universität. Neben der Universidad de Huánuco (UDH) ist sie eine der beiden großen Universitäten in Huánuco.
Die Universität wurde am 11. Januar 1961 gegründet. Ihr Campus steht seitdem im Stadtteil Cayhuayna im Südwesten von Huánuco, an der Carretera central, die Lima mit Pucallpa verbindet.